# Mamadou N'Diaye (boxe anglaise, 1909)
Pour les articles homonymes, voir Mamadou N'Diaye et N'Diaye.
Mamadou N'Diaye, né le 26 octobre 1909 à Diourbel au Sénégal et mort le 15 janvier 1985 à Roubaix en France, est un marin, boxeur, résistant et chiropracteur sénégalo-français.
Mamadou N'Diaye s’intéresse très tôt à la mer et lors de ses premiers séjours à Dakar, il passe de longs moments à observer les bateaux et s'engagera sur un de ces bateaux qui accostaient au port. Il parcourra le monde pendant neuf années sur différents navires de la marine marchande où il sera tour à tour, homme d'équipage, graisseur, mécanicien, timonier. Il deviendra par la suite chauffeur à bord d'un navire.
Pratiquant la lutte sénégalaise et la boxe depuis l'enfance, N'Diaye effectue des combats contre d'autres matelots à bord des navires. Lors d'une escale à Rio de Janeiro, il monte sur le ring lorsqu'un boxeur déclara forfait et s'ensuit devant 4 000 spectateurs un combat qu'il gagne par KO à la suite d'un uppercut. Le public acclame le « boxeur noir ». Encouragé par ce succès, il s’entraîne de plus belle et envisage désormais une carrière de boxeur. Il quittera son dernier poste pour s'installer en France et notamment sur Roubaix, où il fait partie des premiers Africains de la ville. Il est surnommé « la Panthère noire » à la suite de ses premiers combats, dont certains sont couverts par la presse de Roubaix et de Belgique.
Mamadou N'Diaye entre dans la Résistance de 1941 à 1944 avec sa participation au groupe Sussex du Bureau central de renseignements et d'action (BCRA) de la France libre à Londres.
Après la Seconde Guerre mondiale, il devient chiropracteur à Roubaix. Il exerce une pratique manuelle « non conventionnelle » et traite les douleurs vertébrales, traitant un grand nombre de patients français et belges.

## Biographie

### Origines familiales

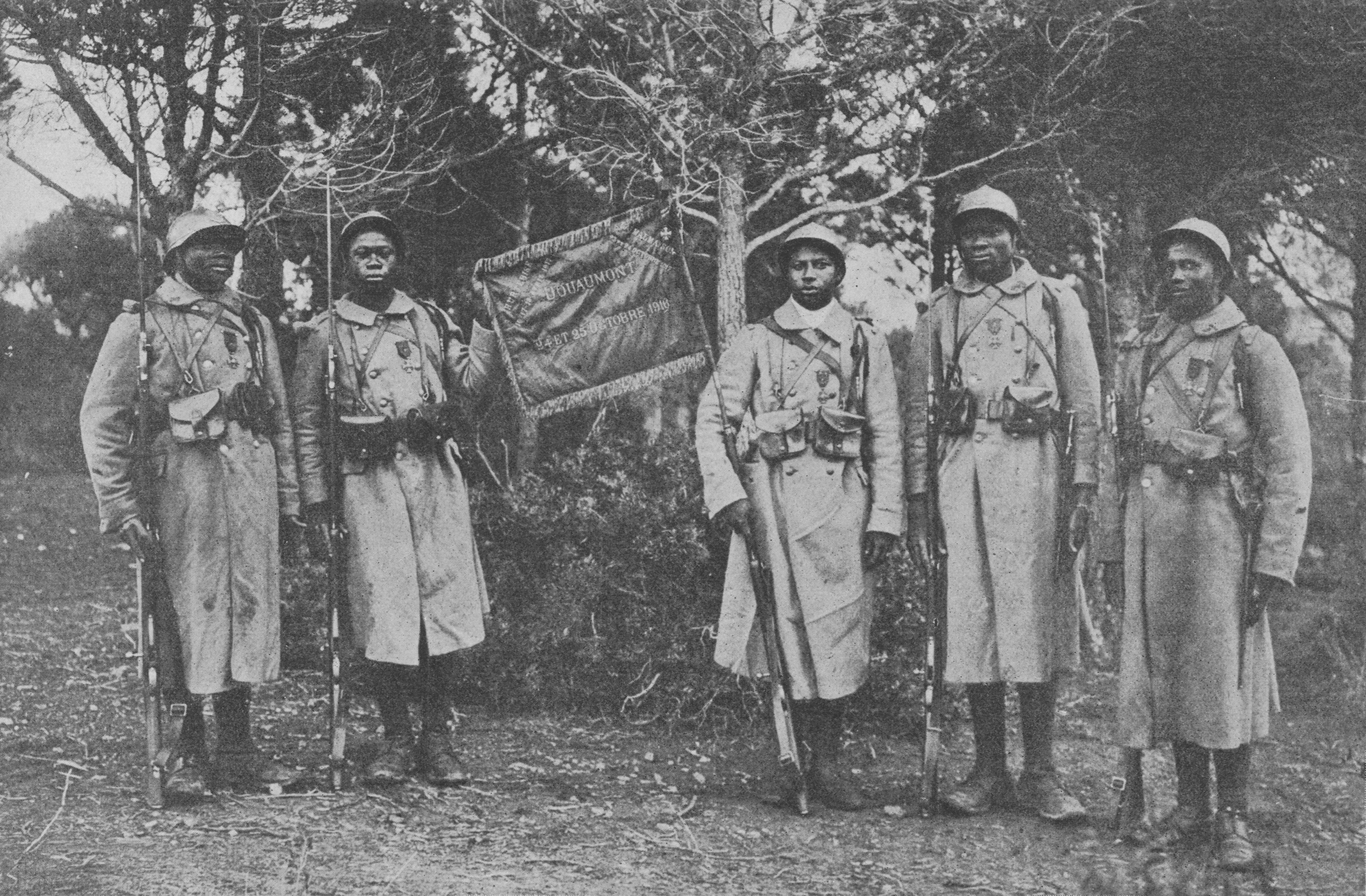
Des tirailleurs sénégalais lors de la Première Guerre mondiale.

Mamadou N'Diaye est le fils de Matar N'Diaye et de Matou Diouf. Son père qui est vendeur d'esclaves est le chef d'une tribu-village qui porte son nom et qui compte une cinquantaine d'habitants. Ce dernier participera à la Première Guerre mondiale, notamment lors de la bataille de Verdun où il sera caporal  et du côté d'Ypres en Belgique. Sa mère, qui a le don de soulager les futures mamans par imposition des mains, accouche de Mamadou toute seule au pied d'un baobab à 6 heures du matin.

### Éducation et famille
Mamadou N'diaye fait partie d'une famille de six enfants. Dième, sa sœur aînée, est celle dont il se sent le plus proche puisque c'est elle qui s'est occupée de lui bébé. Les autres sont Synou, sa sœur cadette, et Moucha, Abdou et Omar, ses trois frères. Les deux premiers perdent la vie aux côtés de l'armée française lors de la Seconde Guerre mondiale et Omar, seul survivant, sera blessé plus tard et vivra dans le maquis jusqu'en 1976[Quoi ?][réf. nécessaire]. Il va à l'école française, puis à l'école musulmane à Dakar. Il continue sa scolarité à la mission des Pères blancs où il apprend à lire avec le révérend-père Loridant, originaire de Tourcoing.

### Engagement dans la marine marchande
Dès l'âge de douze ans, il s’intéresse à la mer. Lors de ses premiers séjours à Dakar, il passe de longs moments à observer les bateaux sur le port de Mole 2. Il décide alors le 24 mars 1922, de s'engager sur un de ces bateaux à quai à Dakar afin d'aider sa famille et de soulager ainsi sa mère,.
En travaillant pendant neuf ans comme moussaillon, graisseur, mécanicien, timonier, chauffeur à bord de navires de la marine marchande, il fera trois fois le tour du monde à bord de différents navires et sur plusieurs années. Au terme de ce qui sera sa dernière navigation, il démissionne et décide de s'installer en France.

### Arrivée en France
Il emménage en France en 1931, dans la rue de la Poste à Lille. Mamadou Ndiaye apprend très rapidement le français auprès d’un missionnaire à Tourcoing, avant de se convertir à la boxe en suivant des cours au centre régional d’éducation physique à Roubaix. Il travaille alors comme laveur de voitures et suit des entraînements de boxe à Roubaix.
Il s’installe à Roubaix en décembre 1931, dans le quartier populaire du Pile. Il s'affilie au Boxing club de Wattrelos où il devient boxeur de l'équipe du professeur Victor Bailleul, chez qui il dispute une trentaine de combats. Amateur, il travaille comme serveur dans la brasserie de la rue Pierre-Motte entre ses entraînements. Il devient ouvrier municipal, travaillant pour la ville de Roubaix comme chauffeur, balayeur, fossoyeur et ouvrier des routes. Il gardera pendant des années un fort lien avec quelques collègues, dont Albert Deldique de Wattrelos. Il s'installe le 23 décembre 1933 au 168, rue de Tourcoing à Roubaix.
Il fait partie des premiers Noirs africains installés à Roubaix avec Rita, qui tient une maison de passe rue du Chemin de Fer à Roubaix.
La date de son arrivée à Roubaix coïncide avec une période où la ville connaît une vague d’immigration massive. C’était une époque de plein-emploi, l’apogée de l’industrie textile. À la recherche de main-d’œuvre, les nombreuses usines en activité recouraient souvent à des soldats ou travailleurs coloniaux d’Afrique. Même si rien ne prouve que Mamadou faisait effectivement partie de ce contingent, la coïncidence historique est intéressante.

### Carrière de boxeur

#### Le boxeur noir

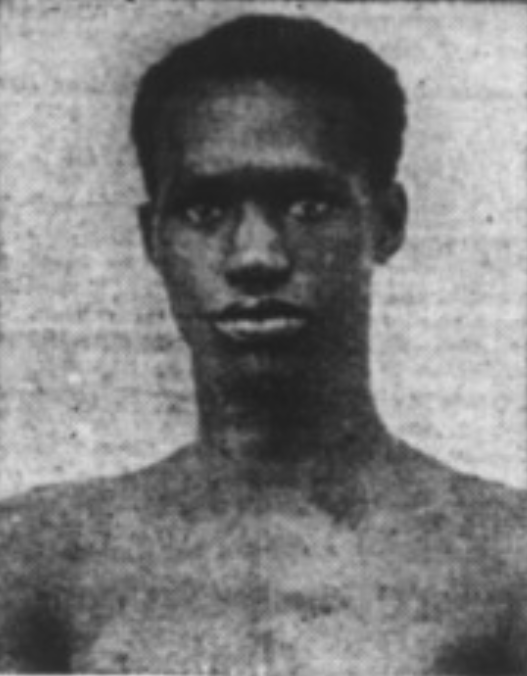
Mamadou N'Diaye en 1937.

Lutteur et boxeur amateur depuis l'enfance, dans la pure tradition sénégalaise, il effectue des combats amicaux contre des collègues matelots à bord de navires pour se maintenir en forme. Lors d'une escale avec permission de descendre du bateau à Rio de Janeiro, il a l'occasion de monter sur un ring. Un des adversaires d'un combat de boxe déclare forfait et N'Diaye, poussé par ses collègues, le remplace au pied levé. Une victoire par KO à la suite d'un uppercut s'ensuit devant 3 à 4 000 spectateurs. Le public acclame le boxeur noir. Encouragé par ce succès facile, Mamadou N'Diaye s’entraine de plus belle et envisage une carrière de boxeur.
Il effectue de nombreux combats dont certains sont couverts par la presse de Roubaix et des environs. En septembre 1934, dans le salle de cinéma Magic de Linselles, Mamadou N'Diaye sociétaire du Boxing club de Wattrelos et surnommé le Nègre bat par KO dans un match défi, le dénommé Simoens. La presse d'Ypres mentionne un negerbokser nommé Mamadou parmi les boxeurs d'un boksgala en 1936,. Gaston Bridou, issu comme N'Diaye de l'école de boxe Édouard Dubus situé rue du chemin de fer et futur patient de Mamadou N'diaye, mentionne que Mamadou N'Diaye est l'idole des spectateurs de Courtrai.
En mars 1936 lors d'un combat vedette, il perd contre Allaert de Wervicq et en novembre de la même année, il participe à un grand gala de boxe à Bruay-la-Buissière. En février 1937, il participe au Gala de Roubaix au profit des gueules cassées en combattant notamment le boxeur lillois Robert Descamps qui l'a battu recemment.
Il effectue un combat le 25 avril 1937 à Auxi-le-Château, qu'il perd contre le Français Jules Mastelynck. Il effectue son dernier combat le 30 août 1942 dans la salle du Dancing-Scala à Mouscron. Il perd contre le belge Jean-Louis Braye.
Lors d'un combat, il blesse son adversaire, qui perd la vue. « Mes mains, se dit-il, ne doivent plus servir à blesser, mais à soigner mes prochains » et déclare aussi au sujet du passé esclavagiste de son père, qu'il ne veux pas faire le mal.
Durant sa carrière, il est surnommé « la Panthère noire » pour ses talents de boxeur. Il dispute en tout 275 combats, desquels 44 sont enregistrés. Il termine sa carrière sportive comme directeur, manager et entraîneur de boxe. On retrouve des boxeurs de toutes origines avec des Polonais, Belges, Algériens, Marocains et Sénégalais. Il entraîne Lucien Deledicque et Nicolas Baugrand, deux futurs boxeurs professionnels, Jean-Claude Halimi le cousin d'Alphonse Halimi et aussi Ali Negab. Le club dénombra alors jusqu'à 59 boxeurs simultanément.

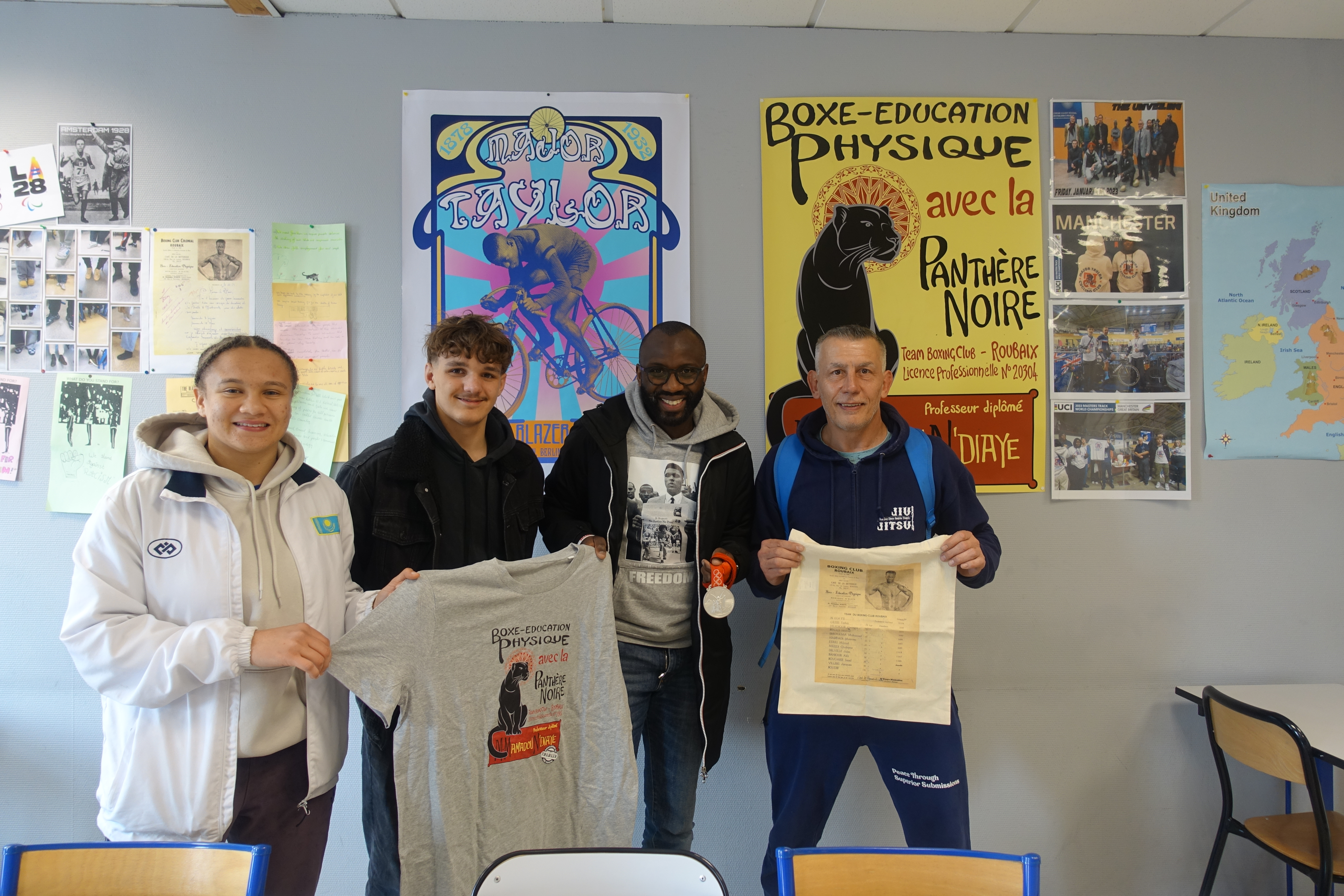
Projet pédagogique: ma classe aux Jeux, au lycée Turgot de Roubaix, dans une salle de classe en arrière plan, une affiche hommage à "La Panthère Noire" avec des sportifs locaux, M. Daouda Sow, médaillé d'argent en boxe anglaise aux JO de Pékin en 2008, Alicia Quennee, Keylian Plancque et Patrice Delaby. Le 16 avril 2024.

Dans le registre Mémoires de boxe, sa compagne Alice consigne les noms, dates, lieux des combats de boxe de Mamadou N'Diaye menés en Australie, à Tahiti, en Inde, en Hongrie, en Belgique, en France... tous menés dans les catégories poids plumes ou légers. En 1939, des combats de boxe se déroule dans une salle nommée Mamadou à Roubaix.

#### Fondation du Boxing Club de Roubaix
En partie pour équilibrer la solde des boxeurs (45 % pour l'organisateur, 35 % pour les boxeurs, 10 % pour les frais d'organisation et 10 % pour le fisc), il fonde avec quelques amis en 1941, le Boxing Club colonial de Roubaix,. Le siège du club, affilié à la FFB, se trouve au café La Betterave, rue de Lannoy à Roubaix et le premier président est André Lips. Il combat dans la salle La Betterave lors du premier gala de boxe du Boxing Club colonial de Roubaix. Il devient professeur de boxe au Boxing Club colonial de Roubaix qui deviendra par la suite le Boxing Club de Roubaix.

### Seconde Guerre mondiale

#### Le mouvement Sussex du BCRA de Londres
Mamadou N'Diaye est titulaire d'une attestation d'activité dans la Résistance émanant de l'Association des déportés et internés. Le comité Résistance-Active avec la signature de M. Delépine reconnait son appartenance à l'association de 1941 à 1944 et son aide au groupe de résistance Sussex du BCRA, le bureau de renseignement et d'actions clandestines de la France libre à Londres. Marcel Guislain, président de la Fédération du Nord des Résistants, internés et déportés rédigera une attestation similaire à l'intention de N'Diaye.
Il est crédité à Mamadou N'Diaye des actions de sabotage contre l'ennemi, contre les dépôts d'armes et d'essence allemands, l'activité d'agent secret et d’information, de maintes arrestations par la Gestapo et d'avoir échappé plusieurs fois au peloton d'exécution. En 1941, il fait installer un émetteur radio dans sa cave. Il prétexte une maladie pour rentrer et transmettre par code morse des informations à la Résistance.
Il est déporté vers le camp de Buchenwald, transfert dont il s'échappe et marche à pieds nus sur le chemin du retour.

#### Max Paeschke, une amitié secrète avec un officier allemand
Son amitié secrète avec un officier allemand, Max Paeschke, boxeur amateur, le sauve. En échange d’entraînements secrets, l'officier lui garantit la non-dissolution de son club de boxe. Max Paeschke lui délivre des papiers d'identité avec comme mention professionnelle, boxeur. Max Paeschke ravitaille Mamadou N'Diaye durant la grande famine pendant l'Occupation allemande, continuant de lui expédier des colis de vivre même après sa mutation sur le front de l'Est.
Par gratitude, Mamadou N'Diaye jure de faire pareil pour Max Paeschke et lorsque ce dernier se retrouve derrière le mur de Berlin, il lui envoie régulièrement des colis. Le 2 septembre 1975, profitant de l'ouverture de la frontière à l'occasion de la bourse annuelle[Quoi ?], il fera le voyage à Leipzig pour revoir Max Paeschke, après 33 ans de séparation. La rencontre se fera à Markkleeberg, dans la banlieue sud de la ville où Max vit avec sa famille.

### Retour à la vie civile et mariage avec Alice Viaene
De retour à la vie civile, Mamadou N'Diaye effectue en 1945 deux stages à Joinville et à Dinard et obtient un titre de professeur d'éducation physique et le titre de professeur de boxe. Il ouvre en 1946, au 168 rue de Tourcoing, un cabinet de chiropracteur sans avoir de licence, à Roubaix et alors que sa profession officielle est professeur de boxe. Il y rencontre Alice Zelia Palmyre Viaene, dactylographe d'une banque du centre de Roubaix et fille de feu Édouard Clément Viaene et de Zelia Lecroart et qui habite au 22 rue Carnot à Roubaix, pas loin du cabinet de N'Diaye.
Alors qu'elle travaille dans une banque, une lourde porte d'acier de la chambre forte s'abat sur son dos et lui bloquant le cou, elle ne trouve pas de soulagement par la médecine traditionnelle ; elle se rendit même à Lourdes pour obtenir du répit. Une compagne de voyage lui parle alors de Mamadou N'Diaye, qu'elle approche sur la place le dimanche 4 août 1950 parmi des joueurs de pétanque. Le lendemain à 18 h, c'est devant Zelia Lecroart, la mère d'Alice, que Mamadou N'Diaye demande : « Est-ce ici qu'habite la demoiselle qui a tellement mal au cou et qui peut à peine bouger la tête ? ».
Après des soins, il s'éprend d'elle et lui rédige une demande en mariage. Alice est très pieuse et servante à temps partiel au couvent. Mamadou, musulman sénégalais, se convertit alors au catholicisme et se fait baptiser un an plus tard, le 7 août 1951 à l'église Saint-Joseph de Roubaix et reçoit symboliquement le prénom Michel. Alice et Mamadou N'Diaye se marient le 30 novembre au civil et le 1er décembre 1951 religieusement, à l'église Saint-Joseph. Ils ont alors 42 et 41 ans. Le frère d'Alice, Clément, et son épouse sont les témoins des mariés. Il vend sa maison et emménage avec Alice et sa belle-mère. Ils mèneront une vingtaine d'années de vie commune.
Le nombre de patients croissant avec la réputation de sa pratique, Alice quitte son travail à la banque pour assister Mamadou N'Diaye et recevoir les patients. Ce dernier loue la maison attenante à la sienne lorsque celle-ci se libère pour agrandir son cabinet, tout en préservant l'espace de vie de la famille. Son cabinet dispose d'un secrétariat, d'une salle d'attente, d'une salle de consultation, d'un local de rangement pour les prothèses, corsets, emplâtres et chaises au premier étage.

### Un chiropracteur au service des gens

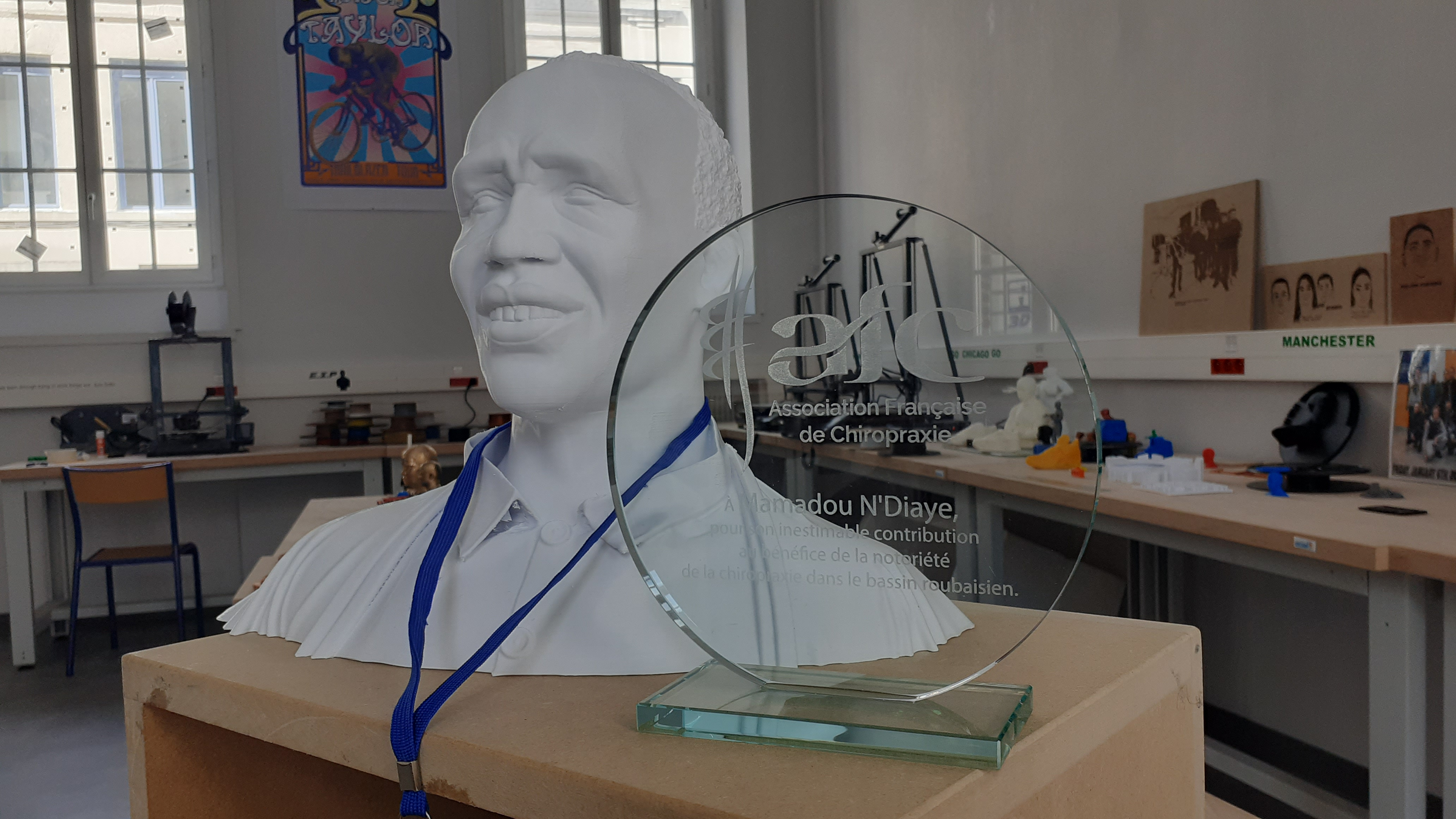
Trophée de l'Association Française de Chiropraxie (AFC) offert le 14 avril 2024 au lycée Turgot de Roubaix. Un buste en 3D de Mamadou N'Diaye réalisé dans l'établissement roubaisien.

#### Une pratique manuelle non conventionnelle
C'est à bord d'un navire, à la suite de la guérison de son capitaine qui s'était foulé le pied et l’épine du tibia sur des marches, que Mamadou N'Diaye s'est rendu compte de sa vocation de chiropracteur. Devant les yeux étonnés et méprisants du médecin de bord, il soulagea son capitaine par une manipulation ferme. Après avoir rencontré le docteur Victor Pauchet, chirurgien et professeur à l'Université d'Amiens, et son livre « Anatomie en Poche », Mamadou N'Diaye étudie la colonne vertébrale.
Depuis la fin de la guerre, il exerce une pratique manuelle dite « non conventionnelle » et traite les douleurs vertébrales. Exerçant son activité en allant dans les maisons de ses patients avec son sac d'équipements en main, sa réputation grandissant, des patients belges traversent la frontière pour se faire soigner chez lui. Il raconte que son père avait fait de mauvaises choses en vendant des esclaves et que lui, préférait faire le bien. L'argent gagné est envoyé au Sénégal pour aider sa famille.
Dans une première biographie aujourd'hui disparue, Alice Viane écrira une préface reprise dans l'ouvrage de Achiel de Vuyst : « Le seul bonheur de Mamadou est celui de guérir. ... Tout le monde peut profiter de ses dons exceptionnels, de sa force, de son amour. Chaque seconde, il remercie son Créateur pour cet immense don qu'Il a déposé en lui, l'ancien boxeur, la "Panthère Noire". ... Son extrême sensibilité joue un grand rôle dans sa vie : il supporte tellement mal la vue des gens souffrants qu'il doit détourner la tête ou quitter la salle d'attente pour ne pas verser des larmes sur cette misère humaine. S'il arrive qu'au cours d'une conversation l'on évoque son ami Max, actuellement dans la misère, il ne peut plus se contenir et les larmes jaillissent immédiatement.
Aujourd'hui âgé de 69 ans, il n'a plus qu'un rêve et souhaitons qu'il se réalise : achever son 500e livre où sont consignés les souffrances humaines. Espérons que Dieu exaucera le vœu de son serviteur ».

#### Procès pour exercice illégal de la médecine
Son succès suscite l’ire de l’ordre des médecins, qui porte plainte pour exercice illégal de la profession. Cité plusieurs fois en justice, son dernier procès, en 1972, devant la sixième chambre correctionnelle du tribunal de grande instance de Lille, sera retentissant. À cette date, Mamadou N'Diaye a déjà délivré près de 23 000 attestations médicales. Près de 300 clients venus de la Sarthe, de Paris et surtout de la Belgique viennent l’encourager.
Pendant l’audience, les témoignages en sa faveur avec notamment des médecins et des prêtres, s’enchaînent. L’accusé lui-même finit de convaincre les juges en guérissant la greffière qui éprouve de terribles douleurs au dos. L’avocat sénateur maire de Roubaix André Diligent assure la défense de l'accusé. Le tribunal le condamne à une peine symbolique de 2000 francs avec sursis et lui rend son matériel, contrairement aux sanctions prévues par la loi. Dali de Clair, journaliste, qui a assisté au dernier procès de Mamadou N'Diaye, envoie en 1973, une lettre à Robert Wyatt pour lui conseiller de consulter Mamadou N'Diaye. Robert Wyatt  ayant fait une chute de quatre étages lors d'un anniversaire et étant paralysé des deux jambes répond par carte postale qu'il réfléchi à la possibilité de consulter Mamadou N'Diaye mais qu'il profite encore de sa nouvelle vie en chaise roulante.
Sur le recensement de la ville de Roubaix de 1975, il est recensé comme chauffeur de taxi mais continue d’exercer, délivrant en tout 54 000 attestations médicales. Achiel de Vuyst, enseignant belge et parent d'un jeune patient que N'Diaye suivra pendant des années, sera son assistant et traducteur auprès des très nombreux patients belges.

### Mort et funérailles

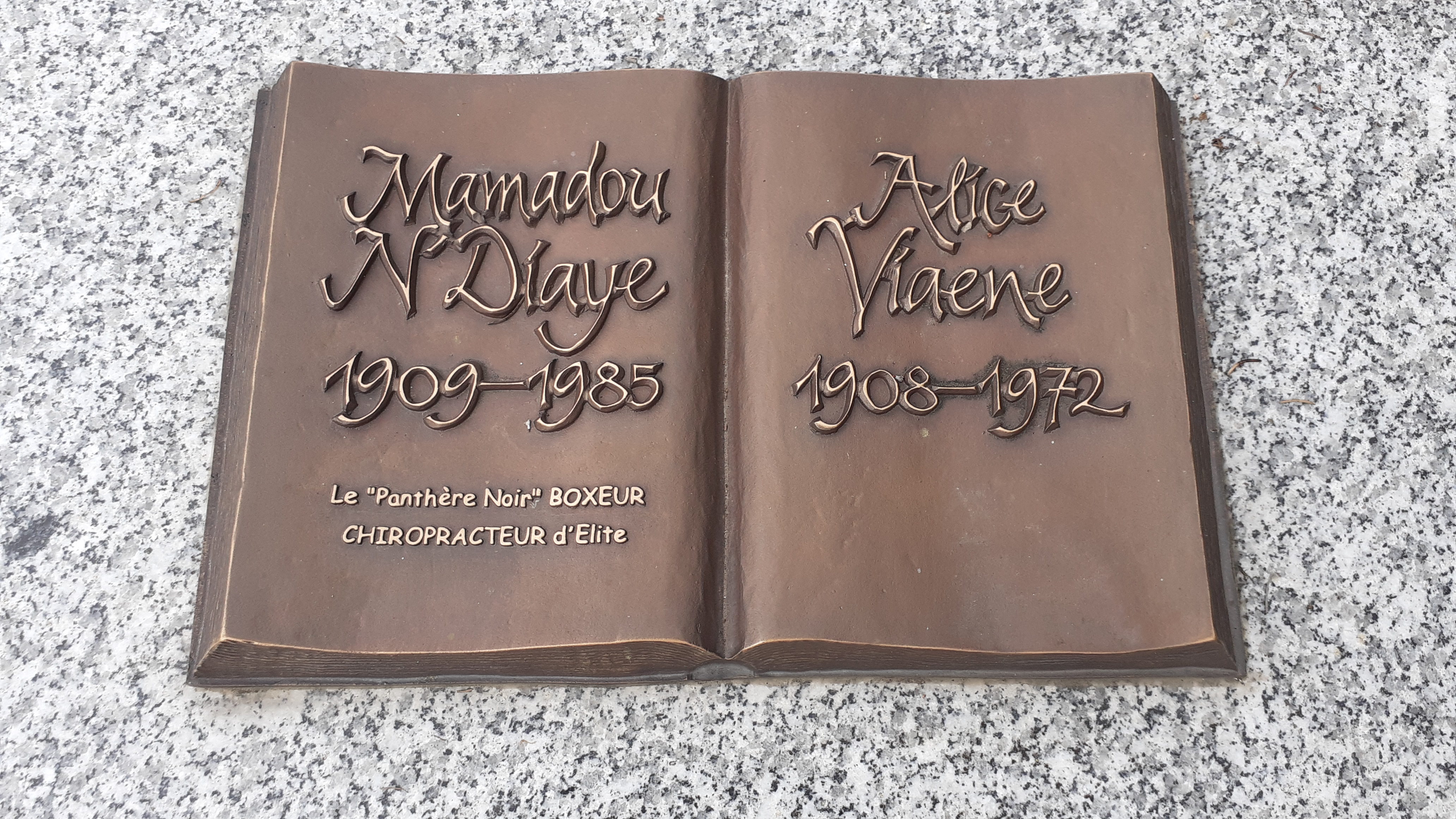
Plaque funéraire de Mamadou N'Diaye au cimetière de Roubaix.

En 1984, atteint d'un cancer, il doit renoncer à la messe d'action de grâce organisée en son honneur par ses patients. Il est hospitalisé à l’hôpital de la Fraternité et décède le 15 janvier 1985, à 75 ans. Il est enterré dans un cimetière de Roubaix enneigé en présence d'une grande foule d'anciens patients et d'amis, dont beaucoup de Belges, et de membres de sa belle-famille. Il est enterré près de son épouse, Alice Viaene, morte 13 ans plus tôt, le 3 mai 1972, des suites d'un cancer fulgurant et dont les obsèques avaient elles aussi rassemblés une foule d'anciens patients, amis et voisins.
Mamadou N'Diaye laisse deux filles, qu'il n’a jamais reconnu, Marylise et Patricia.

### Achiel De Vuyst, son assistant et ami fidèle
Achiel De Vuyst fut son assistant dès 1975 et sera un ami fidèle jusqu'à la mort de N'Diaye en 1985. Il rédigera un livre biographique sur N'Diaye qu'il présentera au quartier du Pile du vivant de N'Diaye en 1979 et un second ouvrage, décrivant les techniques de Mamadou en 1980.
La maladie de Koen De Vuyst, le fils d'Achiel est la raison qui amena les deux hommes à se rencontrer. Née en 1969, Koen n'est pas capable de marcher. En novembre 1972, après plusieurs tentatives infructueuses chez des médecins, kinésistes, pédiatres et autres spécialistes, Achiel envisage d'aller consulter N'Diaye à Roubaix. Après le refus de plusieurs médecins belges de lui délivrer une ordonnance, il réussit à en obtenir chez le médecin de famille de Gaby de Gussem, une patiente dont la fille fût soulagée par Mamadou N'Diaye. Les progrès de Koen sont si manifestes que l'enfant qui jadis ne pouvait rester assis sans support - marche en se servant de barres et peut faire du vélo sur un tricycle. Pour le traitement de Koen, toutes les 2 semaines et aussi par amitié, Achiel se rend à Roubaix les mercredi après-midi et samedi toute la journée. Il devient adepte de la chiropractie, se documente et se déplace désormais régulièrement pour assister Mamadou, alors veuf, dans les consultations de sa nombreuse clientèle belge. Il effectuera deux voyages au Sénégal, dans le village natal de Mamadou, pour se documenter en vue de la rédaction de ses livres. Il coorganise le deuil et s'occupe des messes de mémoires et prend en charge l'entretien de la concession funéraire.

### Le vitrail de la marquise
Un vitrail représentant Mamadou N'Diaye est retrouvé en 2017 dans un dépôt-vente de Villeneuve-d'Ascq par Germain Hirselj, administrateur de l'association des amis de La Piscine et son père Daniel Hirselj qui a reconnu Mamadou N'Diaye sur la gravure. Daniel Hirselj achete alors le vitrail. Le vitrail fait partie de la collection du musée consacrée aux personnalités de la ville de Roubaix.
Ce vitrail s'est retrouvé pendant trente-deux ans chez Agnès Vigin, habitante de la commune de Wattrelos, qui l'a acheté, en souvenir des soins prodigués ainsi que trois autres portraits, lors de la vente aux enchères des affaires de Mamadou N'Diaye en 1985.
Cette trouvaille relance les recherches sur l'histoire de N'Diaye. Sous le vitrail de 66 cm par 47 cm est inscrit : « À mon cher Mamadou qui m’a sauvé la vie. La Marquise ». La marquise est une patiente reconnaissante que N'Diaye a guéri.
La marquise est Germaine De Visscher (1885-1954), tante par alliance du roi des Belges Baudouin, avec le mariage de sa nièce Lilian Baels avec Léopold III. Germaine De Visscher est une patiente que N'Diaye a sorti de son fauteuil roulant en 1948. La marquise fait réaliser le vitrail auprès de Coucke à Courtrai contre 7000 francs belges, vitrail qu'elle offre à Mamadou et que ce dernier place dans sa salle d'attente.

## Hommages
- Le seigneur nous a envoyé Mamadou, chant liturgique sur un texte fait par Mme Smidt
- Vive Mamadou, chant liturgique sur un texte de Sœur Marie-Germaine, Maison sainte famille de Pecq
- Une chapelle a été érigée à Dentergem en Belgique en souvenir de la guérison de Germaine De Visscher. La bénédiction solennelle de la chapelle a été effectuée le 13 septembre 1948[41].

## Distinctions
- Commandeur de l'ordre de Saint-Bourgogne[Quoi ?], décerné par le docteur Joseph Uyttenhove, gouverneur général, lors de la cérémonie du 9 juin 1960 dans la villa de la famille De Visscher à Dentergem.
- Médaille de la jeunesse, des sports et de l'engagement associatif en 1964.
- Diplôme de croix d'honneur de chevalier[Quoi ?] en 1966.
- Certificat de reconnaissance délivré à titre posthume par l'association française de chiropraxie et mis à l'honneur au lycée Turgot de Roubaix, le 5 juillet 2024.

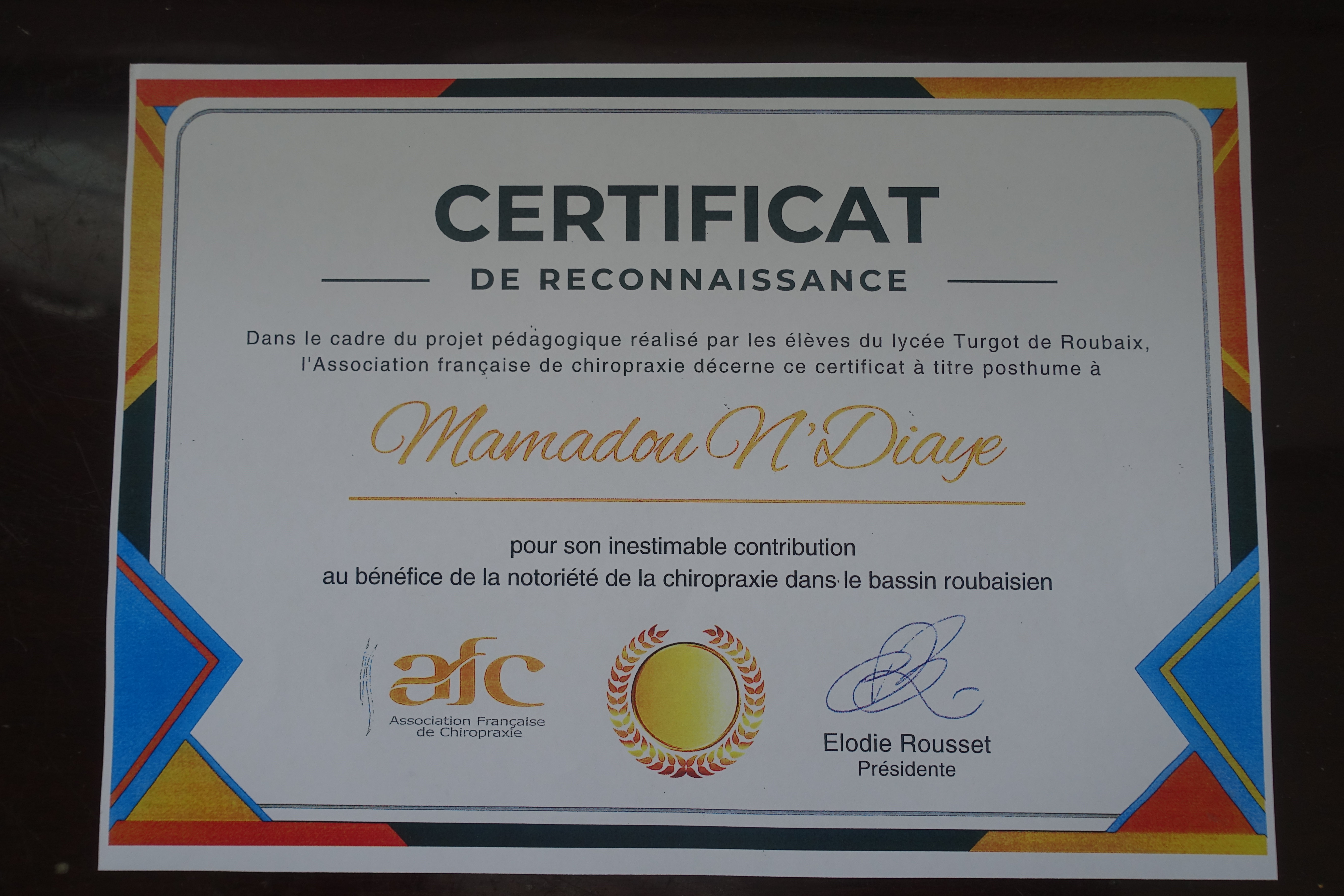
Certificat de reconnaissance délivré par l'association française de chiropraxie.

## Filmographie
- 2021 : Mamadou de Roubaix, film de François Cauwel et Renaud Lavergne, coproduction HIKARI / WHAC MEDIA BE / FRANCE TELEVISIONS / RTBF / PICTANOVO[41].